# 利希滕贝格 (中萨克森县)
利希滕贝格（德語：Lichtenberg）是德国萨克森州的市镇，隶属于中萨克森县。总面积为33.39平方千米，截至2023年12月31日总人口为2,679人。